# Opioid
Opioid je hemijsko jedinjenje koje se vezuje za opioidne receptore, koji se nalaze prvenstveno u centralnom nervnom sistemu i gastrointestinalnom traktu. Ovi receptori u tim organima posreduju blagotvorne kao i sporedne efekte opioida.
Analgetski efekti opioida dolaze os umanjenog percepcije bola, umanjene reakcije na bol kao i povećane tolerancije bola. Nepoželjni  efekti opioida su sedacija, respiratorna depresija, i konstipacija. Opioidi mogu da uzrokuju umanjenje kašlja. Fizička zavisnost može da se razvije tokom njihove administracije, koja dovodi do sindroma povlačenja kod naglog prekida upotrebe. Opioidi mogu da proizvedu osećanje euforije.

## Literatura
1. ↑  Chevlen, E. (2003). „Opioids: a review”. Curr Pain Headache Rep. 7 (1): 15—23. PMID 12525266. doi:10.1007/s11916-003-0005-5.
2. ↑  Pasternak, G. W. (2010). „Molecular insights into mu opioid pharmacology: From the clinic to the bench”. Clin J Pain. 26 Suppl 10 (Suppl 10): S3—9. PMC 2810866 . PMID 20026962. doi:10.1097/AJP.0b013e3181c49d2e.

## Dodatna literatura
- Palliativedrugs.com Palliative Care Formulary and bulletin board with over 22,000 worldwide registered. Free to register.
- Stephen B. McMahon and Martin Koltzenburg, ур. (2006). Wall and Melzack's textbook of pain (5th изд.). Edinburgh: Elsevier Churchill Livingstone.
- Gutstein, Howard B. and Huda Akil, Brunton, Laurence L, John S. Lazo, Keith L. Parker, Iain L. O. Buxton, and Donald Blumenthal., ур. (2006). „Opioid Analgesics”. Goodman and Gilman's The Pharmacological Basis of Therapeutics (11th изд.).
- Rossi S, ур. (2005). Australian Medicines Handbook 2005. Adelaide: Australian Medicines Handbook. ISBN 0-9578521-9-3.
- Regnard, C.; Hockley J. (2004). A Guide to Symptom Relief in Palliative Care (5th изд.). Abingdon: Radcliffe Medical Press. ISBN 978-1-85775-930-3.
- Twycross, R. G.; Wilcock, A.; Charlesworth S. (2003). PCF2- Palliative Care Formulary (2nd изд.). Abingdon: Radcliffe Medical Press.
- Doyle D, Hanks G, Cherny NI, Calman K, ур. (2003). Oxford Textbook of Palliative Medicine (3rd изд.). Oxford: Oxford University Press.
- Hanks, G. W.; Conno, F.; Cherny, N.; Hanna, M.; Kalso, E.; McQuay, H. J.; Mercadante, S.; Meynadier, J.; Poulain, P.; Ripamonti, C.; Radbruch, L.; Casas, J. R.; Sawe, J.; Twycross, R. G.; Ventafridda, V.; Expert Working Group of the Research Network of the European Association for Palliative Care (2001). „Morphine and alternative opioids in cancer pain: The EAPC recommendations”. British Journal of Cancer. 84 (5): 587—93. PMC 2363790 . PMID 11237376. doi:10.1054/bjoc.2001.1680..
- Twycross, R. G.; Wilcock A. (2001). Symptom Management in Advanced Cancer (3rd изд.). Abingdon: Radcliffe Medical Press.
- Hanks GW. Forbes K. Opioid responsiveness. Hanks, G. W.; Forbes, K. (1999). „Opioid responsiveness”. Acta Anaesthesiologica Scandinavica. 41 (1 Pt 2): 154—8. PMID 9061099. doi:10.1111/j.1399-6576.1997.tb04630.x..
- Cancer Pain Relief and Palliative Care.  Geneva : WHO, 1990.
- Oral Morphine, Information for Patients, Families and Friends.  Twycross R., Lack S.A. Beaconsfield Publishers. 1988. }-